# Pedro Ramón de Arriagada
Pedro Ramón de Arriagada   (Chillán, 12 d'octubre de 1779 - Santiago de Xile, 21 d'abril de 1835) fou un militar xilè, partícip del moviment d'independència.
Oficial de milícies, comerciant i regidor de l'ajuntament de Chillán en 1808. Aqueix any, al costat del pare José Rosauro Encunya, va sostenir, anticipant-se al moviment independentista posterior, que Espanya es trobava perduda en mans dels francesos i que la junta de Cadis no tenia dret a exigir-los obediència als americans, i que aquests podrien separar-se del govern espanyol.
En 1809 aquestes declaracions li van valdre la seua captura per part del governador Antonio García Carrasco. Va realitzar el seu procés el oidor Irigoyen i l'1 de desembre va ser posat en llibertat per la Real Audiència.
Amic de Juan Martínez de Rozas, quan va esclatar el moviment d'independència, es va presentar com a diputat al congrés de 1811 en representació de Xisclen, pertanyent al grup dels denominats patriotes.
Després de la batalla de Chacabuco, va ser designat com a governador de Chillán i va ascendir a tinent coronel. L'agost de 1817 Chillán fou assaltat per un grup de montoners que capitanejava José Maria Zapata. El governador va demanar auxili al comandant Benjamín Viel, i amb els seus milicians, van partir a batre les montoneres que es trobaven devastant les ciutats de San Carlos i Chillán.
Amb el desembarcament de Mariano Osorio en 1818, Bernardo O’Higgins va ordenar al coronel Arriagada que es traslladara a Santiago per a organitzar un nou batalló d'infanteria de línia, que seria el n°4 d'infanteria, que participara en la batalla de Maipú.
Després de les batalles de la independència, Arriagada es va consagrar a combatre les hordes del bandit realista Vicente Benavides.
Va emmalaltir greument en 1829, pel que es retira de l'exèrcit, morint en 1831.
Estigué casat amb Maria Antonia García. La seua filla Carmen Arriagada va ser famosa per ser la companya sentimental de Mauricio Rugendas a Xile i pel seu epistolari, d'una gran qualitat, que fa que se li considere una de les primeres escriptores xilenes.